# Belga férfi jégkorong-válogatott
A belga férfi jégkorong-válogatott Belgium nemzeti csapata, amelyet a Belga Királyi Jégkorongszövetség (flamandul: Koninklijke Belgische IJshockey Federatie, franciául: Fédération Royale Belge de Hockey sur Glace, németül: Königlich-Belgischer Eishockeyverband) irányít. Első mérkőzésüket 1909. január 23-án játszották. 1920-ban csatlakoztak a nemzetközi mezőnyhöz, amikor részt vettek az antwerpeni olimpiai játékokon és a 7. helyet szerezték meg. Összesen négy olimpián vettek részt. Világbajnokságon 1930-ban szerepeltek első alkalommal. Legjobb helyezésük egy 7. hely az 1950-es jégkorong-világbajnokságról.   
A belga válogatott stabil szereplője a divízió II mezőnyének, ahol az A csoportban szerepel.

## Eredmények

### Világbajnokság
1920 és 1968 között a téli olimpia minősült az az évi világbajnokságnak is.
- 1930 – 10. hely
- 1933 – 12. hely
- 1934 – 11. hely
- 1935 – 14. hely
- 1939 – 12. hely
- 1947 – 8. hely
- 1949 – 9. hely
- 1950 – 7. hely
- 1951 – 11. hely  (4. a B csoportban)
- 1952 – 14. hely  (5. a B csoportban)
- 1953–1954 – Nem vett részt
- 1955 – 14. hely  (5. a B csoportban)
- 1956–1960 – Nem vett részt
- 1961 – 20. hely  (6. a C csoportban)
- 1962 – Nem vett részt
- 1963 – 21. hely  (6. a C csoportban)
- 1964–1969 – Nem vett részt
- 1970 – 21. hely (7. a C csoportban)
- 1971 – 22. hely (8. a C csoportban)
- 1972–1974 – Nem vett részt
- 1975 – 21. hely (7. a C csoportban)
- 1976 – Nem vett részt
- 1977 – 23. hely (6. a C csoportban)
- 1978 – 24. hely (8. a C csoportban)
- 1979–1986 – Nem vett részt
- 1987 – 24. hely (8. a C csoportban)
- 1989 – 25. hely (1. a D csoportban)
- 1990 – 24. hely (8. a C csoportban)
- 1991 – 25. hely (9. a C csoportban)
- 1992 – 24. hely (5. a C1 csoportban)
- 1993 – 28. hely (8. a C csoportban)
- 1994 – 32. hely (5. a C2 csoportban)
- 1995 – 32. hely (5. a C2 csoportban)
- 1996 – 32. hely (4. a D csoportban)
- 1997 – 36. hely (8. a D csoportban)
- 1998 – 36. hely (4. a D csoportban)
- 1999 – 35. hely (4. a D csoportban)
- 2000 – 35. hely (2. a D csoportban)
- 2001 – 37. hely (5. a Divízió II A csoportban)
- 2002 – 31. hely (2. a Divízió II A csoportban)
- 2003 – 30. hely (1. a Divízió II B csoportban)
- 2004 – 28. hely (6. a Divízió I A csoportban)
- 2005 – 36. hely (4. a Divízió II B csoportban)
- 2006 – 34. hely (3. a Divízió II A csoportban)
- 2007 – 31. hely (2. a Divízió II A csoportban)
- 2008 – 31. hely (2. a Divízió II A csoportban)
- 2009 – 32. hely (2. a Divízió II B csoportban)
- 2010 – 33. hely (3. a Divízió II A csoportban)
- 2011 – 33. hely (4. a Divízió II A csoportban)
- 2012 – 29. hely (1. a Divízió II/B csoportban)
- 2013 – 30. hely (2. a Divízió II/A csoportban)
- 2014 – 33. hely (5. a Divízió II/A csoportban)
- 2015 – 30. hely (2. a Divízió II/A csoportban)
- 2016 – 31. hely (3. a Divízió II/B csoportban)
- 2017 – 32. hely (4. a Divízió II/A csoportban)
- 2018 – 33. hely (5. a Divízió II/A csoportban)
- 2019 – 34. hely (6. a Divízió II/A csoportban)
- 2020 – Törölve a Covid19-pandémia miatt[1]
- 2021 – Törölve a Covid19-pandémia miatt[2]
- 2022 – 31. hely (3. a Divízió II/B csoportban)
- 2023 – 31. hely (2. a Divízió II/A csoportban)
- 2024 – 29. hely (1. a Divízió II/A csoportban)

### Olimpiai játékok
- 1920 – 7. hely
- 1924 – 7. hely
- 1928 – 8. hely
- 1936 – 14. hely